# Bosque caducifolio de Iliria
El bosque caducifolio de Iliria es una ecorregión de la ecozona paleártica, definida por WWF, que se extiende por la antigua región de Iliria, en la costa adriática de la península balcánica.

## Descripción
Es una región que ocupa 40.600 kilómetros cuadrados a lo largo de la costa oriental del Adriático, desde Italia, pasando por Eslovenia, Croacia, Bosnia y Herzegovina, Montenegro y Albania, hasta Grecia.
El bosque caducifolio es la biotopo propia del clima marítimo de la costa oeste. Predominan las especies que pierden la hoja en otoño e invierno. Se encuentra en Europa entre los 35° y los 60° de latitud, y en las costas occidentales de los continentes.

## Características climáticas
Tiene un régimen térmico moderado, con temperaturas medias mensuales siempre por encima de los 0 °C, y un régimen pluviométrico abundante y bien distribuido a lo largo del año, en el que o no hay aridez en ningún mes, o la reserva de agua no se agota nunca, con lo que la humedad para las plantas está garantizada. De hecho, las plantas tienen que hacer frente al fenómeno contrario: un exceso de agua que el suelo ya no es capaz de absorber y llega a encharcar las zonas bajas. Presenta cuatro estaciones bien definidas: primavera, verano, otoño e invierno, con una actividad biológica diferenciada en cada una de ellas.

## Suelos
En el bosque caducifolio los suelos característicos son de tipo pardo y con humus mull o moder. En las pendientes aparecen suelos ránker y rendzina.

## Especies de árboles dominantes
Las especies dominantes son de tipo leñoso y caducifolias, como el roble, el haya y el carpe.
El sotobosque es abundante. La pérdida de hojas de los árboles durante el invierno permite que, a comienzos de la primavera, los rayos del sol entren con facilidad hasta el suelo, lo que favorece el crecimientos de especies como los avellanos, los majuelos, los rosales y los cornejos, que necesitan de mucha luz.
No faltan las especies perennifolias como el tejo, el acebo y el boj; además de helechos, musgos y líquenes.
- El roble es la especie dominante en las zonas más cálidas. Suele ocupar las grandes llanuras y el piso basal de las montañas. Cuando no forma bosque aparece la landa, cubierta de gramíneas y especies secundarias como el  brezo y la retama. Esta es una zona muy humanizada, por lo que la degradación del bosque puede venir de la mano humana, aunque en zonas de transición con el clima mediterráneo puede tener causas naturales.
- El haya es la especie dominante en las zonas más húmedas, ya que necesita de una mayor humedad atmosférica para su desarrollo. Predomina en las llanuras húmedas y en el piso montano. El haya tiene un follaje muy denso y deja pasar muy poca luz hasta el suelo, por lo que su sotobosque es más pobre; compuesto predominantemente de helechos.
- El carpe es una especie que se sitúa en zonas intermedias entre el roble y el haya, normalmente en las umbrías y en los suelos más húmedos de las zonas bajas.

En las riberas de los ríos aparecen especies especializadas de estos suelos, muy húmedos y pobres en nutrientes debido al continuo arrastre de los nutrientes que provoca el agua. Son especies de porte arborescente como el fresno, el tilo, el olmo y el arce. Sin dejar de ser un bosque caducifolio, presenta un tipo de bosque propio y diferenciado del bosque de roble o haya circundante.
Encontramos el bosque caducifolio puro solamente en Europa; vertiente norte de la Cordillera Cantábrica, Pirineos, Irlanda, Reino Unido, y la mayor parte de Francia, Alemania, Dinamarca y demás países del centro de Europa.

## Flora
Por encima de 1.200 m s. n. m., las especies arbóreas dominantes son las coníferas: la picea de Noruega (Picea abies), el abeto blanco (Abies alba) y el pino laricio (Pinus nigra). En las laderas orientales, de clima más continental, aparecen también hayas (Fagus sylvatica).
A menor altitud y en las zonas más húmedas predominan los hayedos y los robledales mixtos. Hay una gran variedad de especies de robles: roble de Hungría (Quercus frainetto), roble pubescente (Quercus humilis), roble turco (Quercus cerris), Quercus virgiliana y Quercus dalechampii, además de otras especies caducifolias, como el carpe oriental (Carpinus orientalis), el castaño europeo (Castanea sativa), el carpe negro (Ostrya carpinifolia), y tilos (Tilia spp.), serbales (Sorbus spp.) y arces (Acer spp.).
Las zonas costeras albergan bosques siempreverdes de encina (Quercus ilex) y pino carrasco (Pinus halepensis), y matorral de terebinto (Pistacia terebinthus), aladierno (Rhamnus alaternus), agracejo (Phillyrea latifolia) y madroño (Arbutus unedo).

## Fauna
La fauna es variada y abundante, y las aves suelen emigrar en invierno ( ardilla, topo, jabalí, lince, oso pardo, zorro,  alce, visón, venado, marta, castor y lobo ), y muchas más.

## Endemismos
Hay una gran cantidad de endemismos vegetales. Además los tipos de fruta que se pueden encontrar en las estaciones como el otoño son muy variados como:  granada, naranjas, almendras, manzanas, uvas, avellanas, piñones, nueces, bellotas, castañas

## Estado de conservación
En peligro crítico. La tala ilegal, la caza furtiva y la recolección incontrolada de especies han degradado grandes áreas de la ecorregión.
- Šarplaninac